# Thecla eremica
Thecla eremica är en fjärilsart som beskrevs av Hayward 1950. Thecla eremica ingår i släktet Thecla och familjen juvelvingar. Inga underarter finns listade i Catalogue of Life.